# Impedanca
Impedánca (oznaka Z) je elektrotehniška in fizikalna količina, ki meri, kako in koliko se porabnik upira električnemu toku, če nanj priključimo električno napetost. Impedanca je posplošitev pojma električne upornosti na primere, ko se električni tok in napetost razlikujeta v fazi. Mednarodni sistem enot predpisuje za impedanco sestavljeno enoto ohm. Izraz je julija 1886 skoval Oliver Heaviside.

## Sinusni signal
Če na porabnik priključimo sinusno napetost U(t) = U0 exp(i ω t), kjer je ω krožna frekvenca, t pa čas, lahko definiramo impedanco kot razmerje med efektivno napetostjo na porabniku in efektivnim tokom skozi porabnik:
{\displaystyle Z={\frac {U_{\mathrm {ef} }}{I_{\mathrm {ef} }}}}
Impedanco lahko tedaj v splošnem zapišemo v obliki (v elektrotehniki se za imaginarno enoto navadno uporablja oznaka j namesto i):
{\displaystyle Z=R+iX}
Pri tem je realni del R električna upornost, imaginarni del X pa reaktanca. Reaktanci kondenzatorja s kapacitivnostjo C pravimo konduktanca in je enaka Xc = -(1/ωC); reaktanci tuljave z induktivnostjo L pravimo induktanca in je enaka XL = ωL.